# V. Spörckensches Haus (Hannover)

v. Spörckensches Haus in Hannover, hier um 1920 als Eisenwaren-Großhandel J. C. Hagemann, Schmiedestraße 31–32;
links: Geburtshaus von Mary Wi(e)gman(n);rechts: Bettenfabrik Gebr. Hauers

Das von Spörcken’sche Haus in Hannover war ein im 18. Jahrhundert für das Adelsgeschlecht von Spörcken errichtetes Gebäude unter der Adresse Schmiedestraße 31 und 32; später das Grundstück Schmiedestraße 18.

## Geschichte
Die beiden Grundstücke der Häuser unter der Bezeichnung M. Nr. 150 und 151 im Schossregister der Stadt Hannover wurden bereits zu Beginn des Kurfürstentums Hannover in den Jahren von 1698 bis 1699 durch ihren Besitzer Henning Anton Schultze vereinigt, jedoch erst später einheitlich bebaut.
Die Schultze’schen Erben verkauften im Jahr 1764 zunächst nur das Haus Nummer 151 an die Gräfin Yarmouth, die allerdings schon im Folgejahr verstarb. Ihr Sohn, der seinerzeitige Generalmajor Johann Ludwig von Wallmoden-Gimborn behielt das ererbte Haus anschließend noch sechs Jahre in seinem Besitz. In dieser Zeit zeichnete der von Wallmoden’sche Gartenmeister J. F. Walter einen Lageplan des Grundstückes, bei dem auch die im Hof des Gebäudes gelegene Gartenanlage berücksichtigt wurde. Die Zeichnung gelangte später in das Wallmodensche Familienarchiv.
Im Jahr 1769 ging die Immobilie Nummer 151, 1776 auch die Liegenschaft Nummer 150 aus dem Besitz des Kaufmannes Sievers in das Eigentum des Kämmerers Georg Ludwig von Spörcken über.
Von Spörcken ließ im Folgejahr 1777 über beide Grundstücke einen stattlichen Neubau errichten. Der Architekt konnte bisher nicht identifiziert werden, allerdings fanden sich „im Archiv der Freiherrlich v. Spörckenschen Verwaltung zu Lüdersburg“ verschiedene Verträge mit Handwerkern und Beschreibungen der inneren Gebäudegliederung. Der Bau blieb mehr als ein halbes Jahrhundert äußerlich völlig unverändert, bis er zur Zeit des Königreichs Hannover im Jahr 1841 im Erdgeschoss „entscheidend verändert“ wurde.
Etwa zu jener Zeit war die 1830 gegründete Eisenwaren-Großhandlung J. C. Hagemann zunächst in die Schmiedestraße 31 übergesiedelt. Spätestens, nachdem das Unternehmen im Jahr 1910 auch das Nachbarhaus mit der Hausnummer 32 erworben hatte, war das gesamte Erdgeschoss mit mehreren Eingängen und einer vollverglasten Schaufensterfront versehen worden.
Bis gegen Ende der Weimarer Republik hatte Hagemann auch die Lagerflächen der nunmehr als Geschäftsgebäude mit Lagerhaus genutzten Liegenschaft erheblich erweitert, so dass die Grundfläche der rund 1500 m² großen Baulichkeiten in einer Flucht von nahezu 57 Metern bis knapp an die Osterstraße heranreichte.

## Baubeschreibung
Das ehemalige von Spörckensche Haus war dreigeschossig mit elf Achsen errichtet worden. Im Erdgeschoss des ein wenig vorgezogenen Mittelrisalits mit seinen drei Fensterachsen waren sowohl der Hauseingang als auch die Durchfahrt zum Hof zusammengedrängt worden. Der Mittelrisalit schloss mit einem Dreiecksgiebel, an dem das Wappen derer von Spörcken in einer gekrönten Louis-seize-Kartusche installiert war sowie zwei Löwen als Schildhalter.
Während die Quader, Lisenen, Simse und Umrahmungen aus Sandstein gefertigt waren, zeigte sich der Bau flächig verputzt. Lediglich im Mittelrisalit waren „die Umrahmungen reicher ausgestattet, größtenteils mit waagerechten, konsolengetragenen Simsverdachungen.“
Das Haus war mit einem hohen Satteldach gedeckt, das beiderseits des Mittelrisalits Gauben aufwies.
Gegen Ende der 1920er Jahre fand der Denkmalpfleger Arnold Nöldeke im Inneren des Gebäudes, „abgesehen von den Treppenhäusern, nichts Bemerkenswertes mehr“.